# Bennett (Wisconsin)
Bennett è un comune degli Stati Uniti, situato in Wisconsin e in particolare nella Contea di Douglas.